# Rachid Koraïchi
Rachid Koraïchi, né en 1947 à Ain Beida est un peintre, céramiste et graveur algérien contemporain. En 1970, il quitte l'Algérie pour rejoindre l'École nationale supérieure des arts décoratifs de Paris.

## Biographie
Imprégné de culture soufie[réf. nécessaire], Rachid Koraïchi s’intéresse très jeune aux manuscrits anciens et à leur graphisme[réf. nécessaire], ainsi qu'aux peintures rupestres du Tassili. Il fera ses études à l'École des beaux-arts d'Alger et l'École nationale supérieure des arts décoratifs de Paris. Ses créations sont exposées depuis 1970 dans le monde entier. Il vit depuis de nombreuses années entre Paris et la Médina de Tunis. Il voyage fréquemment en Algérie, en Égypte, etc. Il est présent dans de nombreux musées. Il a travaillé notamment avec Karel Appel. Ses amis poètes et écrivains l’ont accompagné dans ses recherches sur les signes et il a mis en images bon nombre de leurs ouvrages,.

## Éléments sur l'œuvre

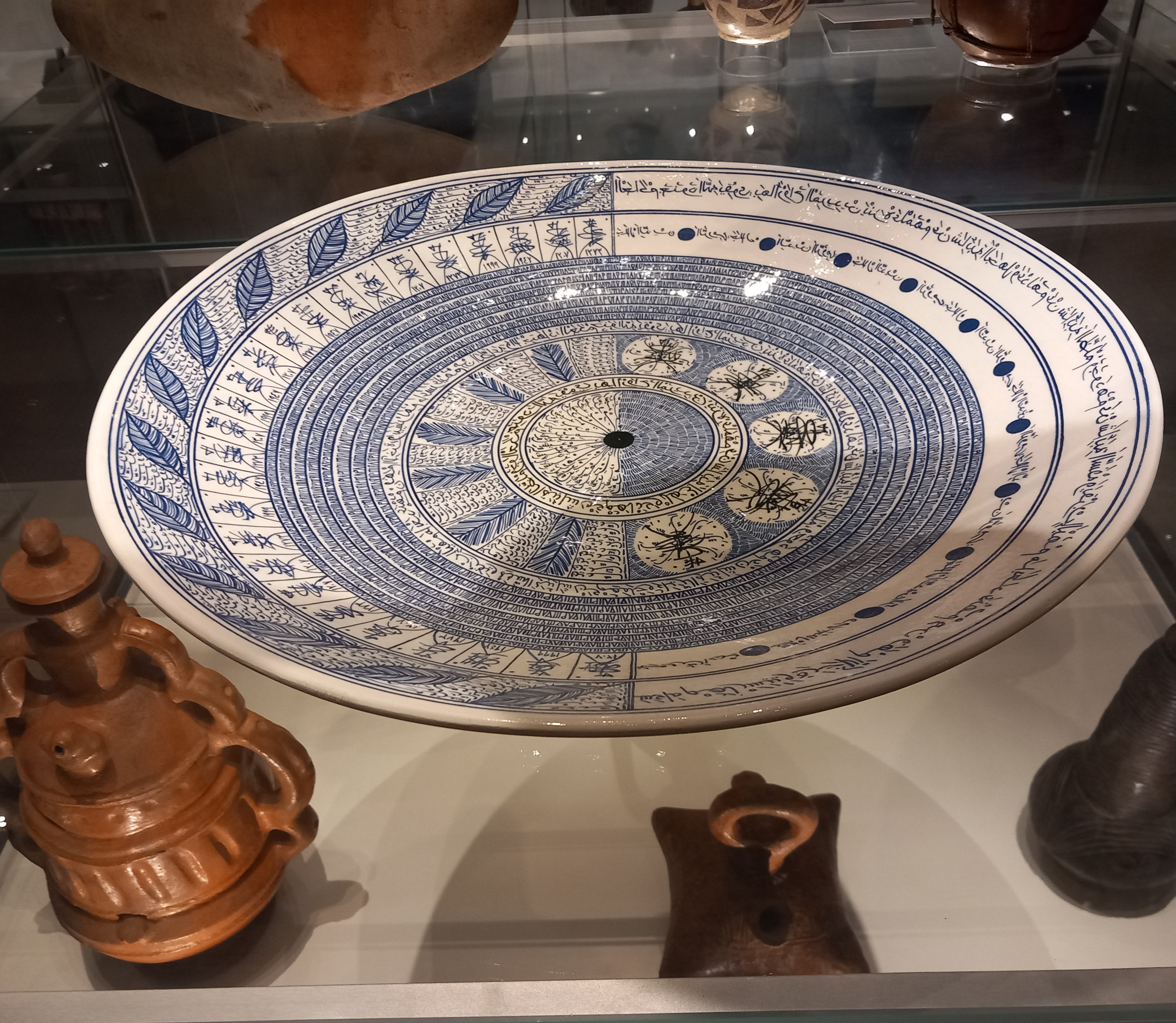
Bol en céramique blanc glacé avec des inscriptions et des motifs caligraphiques en bleu et noir, exposé au British Museum.

Rachid Koraïchi travaille sur soie, crée des tapisseries, peint sur parchemin, travaille l’argile, le kaolin, grave, utilise l’acier ou la pierre. Il ne se considère pas comme calligraphe, mais bien comme un plasticien qui se situe entre tradition et innovation : tout en puisant dans le fond culturel de son enfance baignée par un patrimoine artistique et spirituel important, Rachid Koraïchi trouve son style et sa propre "écriture" pour décrire la vie dans ses réalités, ses beautés et la dimension transcendante qui la sous-tend. Attaché au symbolisme, il utilise de façon récurrente le nombre sept dans son œuvre, ainsi que le bleu, l'or et une multitude de figures (Lune, rond, carré, étoiles…). Ses œuvres sont imprégnées à la fois de profondeur et de poésie.

## Expositions

### Expositions personnelles
- 2017 : Les ancêtres liés aux étoiles, A2Z Art Gallery, Paris[3]
- 2015 : Il n’est d’autres souverains que ceux qui me regardent, El Marsa Gallery, Dubai[4]
- 2015 : Love Side by Side with the soul, Aicon Gallery, New York[5]
- 2013 : Livres d’artiste de Rachid Koraïchi, Éditions & Espace Méridianes, Montpellier, France
- 2013 : Maqamate autour de Rachid Koraichi à Dar Abdellatif, Alger, Algérie[6]
- 2011 : Une Nation en Exil (A Nation in Exile), Montauban, France
- 2011 : Path of Roses (Tariq al-Ward), Abu Dhabi Festival, Emirates Palace, Abou Dhabi[7]
- 2010 : Rachid Koraïchi: Ecstatic Flow, October Gallery, Londres[8],[9]
- 2008 : Les Ancêtres liés aux Étoiles (Ancestors Linked to the Stars), Chapelle Saint Martin, Le Méjan, Arles, France[10]
- 2008 : Le Chemin des Roses (Path of Roses), Citadelle d'Alger, Alger, Algérie[11]
- 2008 : Hommage à Mahmoud Darwich (Homage to Mahmoud Darwish), Institut des cultures d'Islam, Paris[12]
- 2008 : Les Sept Dormants (The Seven Sleepers, Seven Books in Homage to Seven Monks of Tibhirine), église de Ceillac, France[13],[14]
- 2007 : 20 Years: 12 Poets: Porcelains by Rachid Koraïchi, Institute for the Humanities, Université du Michigan, Ann Arbor, USA[15]
- 2007 : Une Nation en Exil (A Nation in Exil), Gallery 23, Amsterdam, Pays-Bas[16]
- 2007 : Homage to Love and Memory, The George W. South Memorial, Church of the Advocate, Philadelphia, USA[17]
- 2005 : Ancestral Memories, October Gallery, Londres
- 2004 : Alep, Voyage en Soi(e) (Aleppo, Silken Voyage Inside Oneself) of Rachid Koraïchi, Gallery Isma, Riadh el Feth, Algers, Algérie[18]
- 2004 : Rachid Koraïchi: 7 Variations Indigo (7 Indigo Variations), Musée de la Veille Charité, Marseille, France[19]
- 2002 :  Le Chemin des Roses (Path of Roses) / Poème de Beyrouth (Beirut’s Poem) / Une Nation en Exil (A Nation in Exile), The Herbert F. Johnson Museum of Art, Cornell University, Ithaca, New York[20]
- 2002 : Une Nation en Exil (A Nation in Exile), United Nations, Beirut, Liban[21]
- 2001 : Poème de Beyrouth (Beirut’s Poem) / Le Chemin des Roses (Path of Roses), National Gallery of Fine Art, Amman, Jordanie ; Institut Français, Casablanca, Maroc ; Institut Français, Marrakech, Maroc[22]
- 2001 : Hommage à Ibn ’Arabi (Homage to Ibn ’Arabi), église de Mérignac, Mérignac, France ; The Khalid Shoman Foundation, Darat al-Funun, Amman, Jordanie
- 2000 : Une Anthologie des poésies arabes (Anthology of Arab Poems), Bibliothèque Nationale, Limoges, France[23]
- 2000 : Interfaces, Amphithéâtre Bachelard, Université de la Sorbonne, Paris
- 1999 : Le Chemin des Roses I, Hommage à Rûmî (Path of Roses I, Homage to Rûmî), Résidence à l'Institut Français, Anatolie, Turquie
- 1999 : Autour des voyages de Delacroix et Matisse (Around the Travels of Delacroix and Matisse), Résidence à Marrakech, Maroc
- 1999 : Ô Fleurs! Hommage à Attar (Oh Flowers! Homage to Attar), Festival International des Jardins, Chaumont-sur-Loire, France
- 1998 : Rachid Koraïchi: Clay, Silk, Paper & Steel (Rachid Koraïchi : Argile, Papier et Acier), Leighton House Museum, Londres[24]
- 1998 : Lettres d’Argile : Hommage à Ibn ’Arabi (Letters of Clay: Homage to Ibn ’Arabi) (1998-1999), Espace Gard, Nîmes, France ;  Institut Français and Darat al-Funun, Amman, Jordanie ; Institut Français, Damas, Syrie ; Al-Mustansiriya Madrasah, Baghdad, Irak ; Institut Français, Ribat de Sousse, Tunisie ; Bibliothèque francophone multimédia, Limoges, France ; Gallery Isma, Alger, Algérie ; Museum of Contemporary Art, Caracas, Venezuela ; Ambassade de France, Alger, Algérie ; Gallery A. Gorgi, Sidi Bou Saïd, Tunisie ; Institut Français, Tunis, Tunisie
- 1998 : Le Jardin du Paradis (The Garden of Paradise), Festival International des Jardins, Château de Chaumont-sur-Loire, France[25],[26],[27]
- 1998 : Anthologie des poésies arabes (Anthology of Arab Poems), Bibliothèque Elsa Triolet et Jules Verne, Pantin, France
- 1998 : Soie et Argile (Silk and Clay), The Khalid Shoman Foundation, Darat al-Funun, Amman, Jordanie, en coopération avec l'AFAA and l'Institut Français, Amman, Jordanie
- 1997 :  L’Enfant-Jazz (1997-2000), Institut du Monde Arabe, Paris ; Studio Franck Bordas, Paris ; County Centre for Educational Documentation, Avignon, France ; Collège des Hautes Vallées, Guillestre, France ; Sakakini Foundation, Ramallah, Palestine ; Passage de l’art, Marseille, France[28]
- 1997 : Hommage à Okba (Homage to Okba), sculpture en acier, Université de Kairouan, Tunisie[29]
- 1997 : Hommage à René Char, Michel Butor, Mohammed Dib (Homage to René Char, Michel Butor, Mohammed Dib), Tapisserie Monumentale, Bibliothèque francophone multimédia de Limoges, France[30]
- 1997 : Une Nation en Exil (A Nation in Exile), The Khalid Shoman Foundation, Darat al-Funun, Amman, Jordanie[31],[32]
- 1996 : Mur de Céramiques, avec des étudiants de la Robert Desnos School, Tunis, Tunisie[33]
- 1995 : Objects and Decor for La Reine Didon (Queen Dido), Théâtre de Carthage, Festival international de Carthage, Tunisie
- 1995 : Installation, Haus der Kulturen der Welt, Berlin[34],[35]
- 1995 : Talisman (Fountain Mural), Palm Beach, Tozeur, Tunisie[36]
- 1995 : Hymnes Gravés (Engraved Hymns), Institut Français, Barcelone, Espagne
- 1994 : Gallery Schauer, Paris
- 1994 : Gallery Yahya, Tunis, Tunisie
- 1993 : Nuits d’Encens (Nights of Incense), Homage to Algiers, Théâtre de Carthage, Tunisie[37],[38]
- 1993 : Les Sept Portes du Ciel (The Seven Gates of Heaven), Artibule, Institut Français, Casablanca, Maroc ; Tour de Constance, Aigues-Mortes, France[39]
- 1993 : Carpets and Tapestries, Gallery A. Gorgi, Sidi Bou Saïd, Tunisie
- 1992 : Galerie Cherif Fine Art, Sidi Bou Saïd, Tunisie
- 1992 : Gallery Ipso, Bruxelles, Belgique
- 1992 : Salomé, Usine de tabac, Ajaccio, Corsica ; Artibule, Institut Français, Casablanca, Maroc
- 1992 : Galerie Jaqueline Moussion, Paris
- 1992 : Musée d'Art Moderne Art, Liège, Belique
- 1991 : L’Art contemporain (Contemporary Art), Institut du Monde Arabe, Paris
- 1991 : Gallery Editart, Genève, Suisse
- 1991 : Biennale de la Havane, Wilfredo Lam Centre, La Havane, Cuba
- 1989 : Gallery of the National Council for Culture, Koweit
- 1989 : Gallery Editart, Genève, Suisse
- 1989 : The Sultan Gallery, Koweit
- 1989 : Gallery Isma, Alger, Algérie
- 1986 : The Sultan Gallery, Koweit
- 1986 : Gallery D. Blanco, Genève, Suisse
- 1983 : S…à l'aplomb du mur, Installation d'un mur de céramiques, Siège GAT, Tunis, Tunisie
- 1978 : Gallery Irtissem, Tunis, Tunisie
- 1974 : Chateâu de la Hercerie, La Croix-en-Touraine, France[40]

### Expositions collectives
- 2017 : As Above, so Below: Portals, Visions, Spirits & Mystics, Musée Irlandais d'Art Moderne, Dublin[41]
- 2017 : 100 chefs-d'œuvre de l'art moderne et contemporain arabe. La collection Barjeel, Institut du Monde Arabe, Paris[42]
- 2017 : Trésors d'Islam en Afrique. De Tombouctou à Zanzibar, Institut du Monde Arabe, Paris[43]
- 2017 : Art Paris Art Fair, représenté par A2Z Art Gallery, October Gallery, Gallery El Marsa, Grand Palais, Paris[44],[45]
- 2016 : Rencontre, émotions partagées, A2Z Art Gallery, Paris[46]
- 2016 : Tantric. The Corporeal and the Cosmic, Aicon Gallery, New York[47]
- 2015 : Nel Mezzo del Mezzo, Museo Riso, Musée Régional d'Art Moderne and Contemporain, Palerme, Sicile, Italie[48]
- 2015 : International Arabic Calligraphy Exhibition, Wafi Mall, Dubai, UAE[49]
- 2015 : Expanding Africa at the Newark Museum: New Visions, New Galleries, Newark Museum, NY, USA[50]
- 2014 : The Global Africa Project: Political Patterns, Musée d'art de Seoul, Seoul, Corée du Sud
- 2014 : Abu Dhabi Art, October Gallery ; Galerie El Marsa, Abu Dhabi, UAE[51]
- 2014 : Biennale Internationale de Casablanca, Maroc[52]
- 2014 : ArteVida, Musée d'Art Moderne, Rio de Janeiro, Brésil[53],[54],[55]
- 2014 : 35 Years of the Transvangarde: Contemporary art from around the planet, October Gallery, Londres[56]
- 2014 : Art14, October Gallery, Londres
- 2013 : Qalam. The Art of Beautiful Writing, Birmingham Museums, Birmingham, Royaume-Uni[57],[58]
- 2013 : Symbiose de deux mondes, un siècle d’échange culturel, l’Europe et le Maghreb (Symbiosis of two worlds, 100 years of cultural exchange, Europe and the Magreb), The Written Art Foundation (Frankfurt-am-Main, Allemagne), Palais Namaskar, Marrakech, Maroc[59]
- 2013 : Abu Dhabi Art, October Gallery, Londres ; Galerie El Marsa, Abu Dhabi, UAE
- 2013 : Masters of the Transvangarde, October Gallery, Londres[60]
- 2013 : Scope Art Basel, October Gallery, Basel, Suisse
- 2013 : The Jameel Prize: Art inspired by Islamic Tradition, San Antonio Museum of Art, San Antonio, Texas, USA[61]
- 2013 : Trade Routes, Hauser & Wirth, Londres[62]
- 2013 : Art Dubai, October Gallery ; Galerie El Marsa, Dubai, UAE
- 2013 : Art13, October Gallery, Londres
- 2013 : Reflections from Heaven, Meditations on Earth: Modern Calligraphic Art from the Arab World, Museo Valencia de la Illustración y la Modernidad, Valencia, Spain (organisée par la Jordan National Gallery of Fine Arts et par The Museum of the Imperial Forums, Rome, Italie)[63]
- 2013 : The Jameel Prize: Art inspired by Islamic Tradition, Cantor Arts Center, Stanford University, San Francisco, USA[64]
- 2012 : Dieu(x):Modes d’Emploi (God(s): a User’s Guide), Petit Palais, Musée des Beaux Art de la Ville de Paris, Paris[65]
- 2012 : Abu Dhabi Art, October Gallery ; Galerie El Marsa, Abu Dhabi, UAE
- 2012 : Exposition Jameel Prize, Casa Árabe, Madrid, Espagne[66],[67]
- 2012 : Reflections from Heaven, Meditations on Earth: Modern Calligraphic Art from the Arab World, Museum of the Imperial Forums, Rome, Italie
- 2012 : Art Dubai, October Gallery ; Galerie El Marsa, Dubai, UAE
- 2012 : Jameel Prize 2011 Art Contemporain d’Inspiration Islamique (Uniting Contemporary Art and Islamic Traditions: The Jameel Prize), Institut du Monde Arabe, Paris, France[68]
- 2012 : Written Images: Contemporary Calligraphy from the Middle-East, Sundaram Tagore Gallery, Hong Kong[69]
- 2012 : Caravansérail, La Rochelle, France[70]
- 2011 : Jameel Prize 2011, Victoria and Albert Museum, Londres[71]
- 2011 : Written Images: Contemporary Calligraphy from the Middle East, Sundaram Tagore Gallery, New York
- 2011 : Jo'burg Art Fair, October Gallery, Johannesburg, Afrique du Sud
- 2011 : Art Dubai, October Gallery ; Galerie El Marsa, Dubai, UAE
- 2011 : Miragens (2010-2011), Centro Cultural Banco de Brasil, São Paulo ; Rio de Janeiro ; Brasilia, Brésil[72]
- 2010 : The Future of Tradition – The Tradition of Future, Haus der Kunst, Munich, Allemagne (première installation complète des Maîtres Invisibles)[73],[74]
- 2010 : The Global Africa Project, Museum of Arts and Design, New York[75]
- 2010 : Abu Dhabi Art, Galerie El Marsa, Abu Dhabi, UAE
- 2010 : Jo'burg Art Fair, October Gallery, Johannesburg, Afrique du Sud
- 2010 : Art Dubai, October Gallery ; Galerie El Marsa, Dubai, UAE
- 2010 : Islã, Centro Cultural Banco do Brasil, Rio de Janeiro, Brésil[76]
- 2009 : The Essential Art of African Textiles: Design Without End, Metropolitan Museum of Art, New York[77]
- 2009 : Abu Dhabi Art 2009, Galerie El Marsa, Abu Dhabi, UAE
- 2009 : Jo'burg Art Fair, October Gallery, Johannesburg, Afrique du Sud
- 2009 : Art Dubai, October Gallery ; Galerie El Marsa, Dubai, UAE
- 2008 : The Poetics of Cloth, Grey Art Gallery NYU, New York[78],[79]
- 2008 : Jo'burg Art Fair, October Gallery, Johannesburg, Afrique du Sud
- 2008 : Art Dubai, October Gallery ; Galerie El Marsa, Dubai, UAE
- 2008 : Word into Art, a British Museum touring exhibition, The Atrium, DIFC, Dubai, UAE
- 2008 : Angaza Afrika – African Art Now, October Gallery, Londres[80]
- 2007 : The Dance of Quill and Ink, Contemporary Art of the Middle East, State Hermitage Museum, St. Petersburg, en association avec the Triumph Gallery, Moscou, Russie[81]
- 2007 : Inscribing Meaning: Writing and Graphic Systems in African Art, Smithsonian, National Museum of African Art, Washington D.C.
- 2006 : Without Boundary: Seventeen Different Ways of Looking, MoMA - Museum of Modern Art, New York[82]
- 2006 : Text Messages, October Gallery, Londres
- 2006 : Word into Art: Artists of the Moderne Middle East, British Museum, Londres[83]
- 2005 : The Seven Gates of Heaven (Les Sept Portes du Ciel), Ground Force Africa Garden et une partie de l'installation du Chemin des Roses, Sainsbury African Galleries, British Museum, Londres[84]
- 2005 : TEXTures: Word and Symbol in Contemporary African Art, Smithsonian, National Museum of African Art, Washington D.C.[85]
- 2004 : Intelligence Now!, October Gallery, Londres
- 2003 : Voyages d'Artistes - Algérie 2003 (Artists’ Travel – Algeria 2003), Espace EDF – Electra, Paris
- 2003 : Africa Informs, October Gallery, Londres
- 2003 : Répliques (Retorts) (light installations curated by Philippe Mouillon), Tunnel des Facultés, Alger, Algérie
- 2003 : Textiles about Kateb Yacine (Textiles autour de Kateb Yacine), Comédie-Française, Paris
- 2002 : A la nuit tombée (At Nightfall) (installations lumineuses sous le regard du curateur Philippe Mouillon), Quai de l'Isère, Grenoble, France
- 2001 : Unpacking Europe, Museum Boijmans Van Beuningen, Rotterdam, Pays-Bas
- 2001 : Authentic/Ex-centric, 49è Biennale de Venise, Venise, Italie
- 2001 : The Short Century - Independence and Liberation Movements in Africa 1945-1994 (2001-2002), Museum Villa Stuck, Munich, Allemagne ; Martin-Gropius-Bau, Berlin, Allemagne ; Museum of Contemporary Art, Chicago, USA ; PS1 Contemporary Art Centre and the Museum of Modern Art, New York, USA
- 2000 : Fifth Season, Foundation Actua, Casablanca, Maroc
- 2000 : Rencontre à Casablanca (Meeting in Casablanca), exposition avec Farid Belkahia, Gallery Al Manar, Casablanca, Maroc[86]
- 2000 : Fashion Show, Alger, Algérie
- 1999 : Contemporary Visions, Borj de Bab Marrakech, Essaouira, Maroc
- 1999 : Kaftan 2000, Fashion Show, Casablanca, Maroc
- 1999 : Global Conceptualism: Points of Origin, 1950s-1980s, Queens Museum of Art, Queens, New York, USA[87]
- 1999 : Jardins Secrets III (Secret Gardens III), Entrepôt des Œillets, Ivry-sur-Seine, France
- 1998 :  Les peintres du signe (The Painters of the Sign), Festival of Humanity, La Courneuve, Paris ; Château de Draveil, Paris ; Chateâu de Belval, Miramas, France ; Fine Art Museum, Alger, Algérie
- 1998 : Mediterranea, Art from around the world, Jardins Botaniques, Bruxelles, Belgique
- 1998 : 80 Artists from around the World, Galley Enrico Navarra, Paris
- 1998 : Méditation (Meditations), Madrassa Ibn Youssef, Marrakech, Maroc
- 1998 : Pacaembú (installations lumineuses sous le regard du curateur Philippe Mouillon), São Paolo, Brésil
- 1997 : Modernities and Memories, Rockefeller Foundation, 47e Biennale de Venise, Venise, Italie ; Université de Bilgi, Istanbul, Turquie
- 1997 : Artists for Peace: R. Koraïchi, F. Belkahia, espace Louis Feuillade, Lunel, France
- 1997 : Rhythm and Form, Visual Reflection on Arabic Poetry (1996-1997), exposition itinérante :  Willamette University, Salem, Oregon ; University of Arkansas ; Fine Arts Centre Gallery ; University of California ; University of Berkley ; Worth Ryder Gallery ; Hallie Brown Ford Gallery ; University of Oregon ; Rice University, USA
- 1997 : 6e Biennale de La Havane, La Havane, Cuba
- 1997 : Jardins Secrets II (Secret Gardens II), Hôpital Charles Foix, Ivry-sur-Seine, France
- 1996 : Light Passage (Arcos da Lapa) (installations lumineuses sous le regard du curateur Philippe Mouillon), Rio de Janeiro, Brésil
- 1996 : Arabic Signs, Museum voor Volkenkunde, Rotterdam, Pays-Bas
- 1996 : Images of Africa Festival, Barbican Centre, Londres ; Odense, Danemark
- 1996 : L’Art contemporain (Contemporary Art), Institut du Monde Arabe, Paris, France
- 1996 : 5e Biennale Internationale de la Poésie Visuelle, Palace Legislativo, Mexico
- 1996 : Invitation à voyager (Invitation to Travel), R. Koraïchi avec F. Belkahia, Festival of the South (Fiesta des Suds), Marseille, France
- 1996 : African Encounters (Rencontres Africaines) (1994-1996), Institut Français, Lisbon, Portugal et exposition itinérante en France, à Niger, au Benin, au Burkina Faso, en Côte d'Ivoire, au Maroc et en Afrique du Sud
- 1995 : Signs, Traces & Calligraphy: Five Contemporary Artists from North Africa, Concourse Gallery, Barbican, Londres ; Tropenmuseum, Amsterdam, Pays-Bas
- 1995 : Six Flags of Tolerance, 50th Anniversary of the United Nations, New York, USA ; UNESCO, Paris, France
- 1995 : 11e Triennale Internationale des Impressions, Fredrikstad, Norvège
- 1995 : Biennale des Arts Graphiques, Lauréat de l'exposition, Varsovie, Pologne
- 1995 : Gallery Frédéric Roulette, Paris
- 1994 : Painters from the Maghreb (1993-1994), CKC, Ghent, Belgique
- 1990 : 6th INTERBEP '90, Tuzla, Yougoslavie
- 1990 : Salomé (exposition avec Michel Butor), Centre Georges Pompidou, Paris ; Institut du Monde Arabe, Paris[88],[89],[90]
- 1990 : Triennale Internationale des Arts Graphiques, Frechen, Allemagne
- 1990 : Inter Graphic-90, Berlin, Allemagne
- 1990 : 2e Bienniale des Arts Graphiques de la Méditerranée, Athènes, Grèce
- 1990 : Faire du chemin avec… Hommage à René Char (Going along with… Homage to René Char), Palais des Papes, Avignon, France
- 1989 : 3e Biennale Internationale de La Havane, La Havane, Cuba
- 1989 : 9e Triennale de la gravure, Fredrikstad, Norvège
- 1989 : Gallery Szutski, Lodz, Pologne
- 1989 : Signes et désert, avec Baya, Larbi, Silem et Martinez, Mesli, Galerie Ipso, Bruxelles, Belgique
- 1989 : Centre International des Arts Graphiques, Ljubljana, Slovénie
- 1988 : 2nd International Biennial de Palbia Alternativa, Mexico
- 1988 : Ernst Museum, Budapest, Hongrie
- 1988 : Musée d'Art Moderne, Toyama, Japon
- 1988 : Art Gallery Senac, Ribeiraô Preto, São Paolo, Brésil
- 1988 : Musée d'Art Moderne, Rijeka, Croatie
- 1987 : Lahti Art Museum, Lahti, Finlande
- 1986 : Sign and Calligraphy, ensemble avec Jamil Hamoudi, Mohamed Bouthelidja and Hassan Massoudy, Musée National d'Art Africain et Océanien, Paris
- 1986 : Art for Humanity, Baghdad, Iraq (1er Prix International)
- 1986 : 40e Anniversaire de l'UNESCO, UNESCO, Paris
- 1986 : Tokyo Metropolitan Fine Art Gallery, Tokyo, Japon
- 1986 : Comparaisons - L'Art Actuel (Comparisons – Art Today), Grand Palais, Paris
- 1985 : Toledo Museum of Art, Ohio, USA
- 1985 : Yokosuka City Gallery, Kanagawa, Japon
- 1984 : Contemporary Arab Graphic Art, Arab Heritage Gallery, al-Khobar, Saudi Arabia Inter Graphic-84, Berlin, Allemagne
- 1984 : Tacoma Art Museum, Washington D.C.
- 1984 : Leila Taghinia-Milani Heller Gallery, New York
- 1984 : International Calligraphy, Walt Kuhn Gallery, Cape Neddick, Maine, USA
- 1984 : Homage to William Morris, Musée d'Art Moderne, San Francisco, USA
- 1983 : King Khalid International Airport (plusieurs œuvres au Pavillon Royal), Riyadh, Arabie Saoudite
- 1983 : Kanagawa Prefectural Gallery, Japon
- 1983 : Contemporary Arab Artists, Part III, Centre Culturel de l'Irak, Londres
- 1982 :  6e Biennale Internationale des Impressions, Norvège
- 1982 : Gallery Bab Rouah, Rabat, Maroc
- 1982 : 9e Triennale Internationale des Impressions Graphiques Originales en Couleurs, Gretchen, Suisse
- 1981 : Pavillon Royal, King Abdulaziz International Airport, Jeddah, Arabie Saoudite
- 1981 : Gallery Sultan, Sabhan, Koweït
- 1981 : Gallery Irtissem, Tunis, Tunisie
- 1981 : Gallery Yahia, Tunis, Tunisie
- 1981 : Peintres du monde arabe, L'Atelier Gallery, Festival d'Assilah, Maroc
- 1980 : National Gallery of Fine Art, Amman, Jordanie
- 1980 : International Trade Centre, New York, USA
- 1980 : Contemporary Arab Art, Musée d'Art Moderne, Tunis, Tunisie
- 1980 : Library of Congress, Washington D.C., USA
- 1980 : Tiles, Smithsonian, Cooper-Hewitt National Design Museum, New York, USA
- 1979 : De l'écriture arabe à la gravure (From Arab Writing to Etching), Atelier Musée d'Art Graphique, Arcueil, France
- 1978 : Arab Painters, Espace Pierre Cardin, Paris
- 1978 : Bibliothèque Nationale Cabinet d’Estampes, Paris
- 1978 : Galerie Municipale El Marsa, Tunis, Tunisie
- 1977 :  Video - Post the Lebanese War, exposition itinérante : Caracas, Venezuela ; São Paolo, Brésil ; Buenos Aires, Argentine
- 1977 : Biennale International des Impressions, Centre National de la Gravure, Épinal, France
- 1977 : ARC/Musée d'Art Moderne de la Ville de Paris, France
- 1977 : Peinture murale, brigade d’intervention culturelle (a collective of painters from Arab countries), Université de Jussieu, Paris
- 1976 : 37e Biennale de Venise, Venise, Italie
- 1976 : L’Algérie des Enfants (Children’s Algeria), Musée d'Art Moderne de la Ville de Paris, France
- 1976 : Museum of Contemporary Art, University of São Paulo, Brésil
- 1975 : Studio Xavier de Lassale, Vitry-sur-Seine, France
- 1975 : Galerie d'Art d'Orly Sud, Paris
- 1974 : Abbaye de Saint Germain des Prés, Paris

## Muséographie
Plusieurs de ses œuvres ont fait l'objet d'acquisitions officielles par le musée national des Beaux-Arts d'Alger, Musée public national d’Art moderne et contemporain d’Alger, Musée national de l'enluminure, de la miniature et de la calligraphie d'Alger, Institut du monde arabe, Musée du Hiéron, Museum of Modern Art, British Museum,...
D'autres œuvres sont aussi présentes dans de nombreuses collections privées à travers le monde.

## Publications
- Cris Écrits, Rachid Koraichi, Nicole de Pontcharra, Pierre Restany, éd. de Lassa, Bruxelles
- Une Nation en l'Exil, Mahmoud Darwish, Hassan Massoudy, Abdelkebir Khatibi, Rachid Koraïchi, éd. Fondation Shoman, Amman
- L'Enfant Jazz, Mohamed Dib, Rachid Koraïchi, éd. Mustapha Orif, Alger (Réalisation Frank Bordas, Paris)
- Lettres d'argile, Rachid Koraichi, Nicole de Pontcharra, Roxanne Hodes, éd. Corinne Maeght, Nîmes
- Anthologie de la Poésie arabe, Rachid Koraichi, éd. Mango, Paris
- Tu es mon amour depuis tant d'années, textes de Nancy Huston, dessins de R. Koraïchi Thierry Magnier, 2001
- Le Miroir infini, textes de Djalâl ad-Dîn Rûmî, dessins de R. Koraïchi, éd. Alternatives, Paris, 2001
- Pluie sur la Palestine, poème de Salah Stétié, éd. Al Manar, Neuilly/Seine, 2002
- Couleurs de l'invisible, neuf nouvelles de Sylvie Germain et 70 encres de Rachid Koraïchi, éd. Al Manar, 2002
- Anthologie de la Poésie algérienne, dessins R. Koraichi, éd. Mango, Paris
- Jennine, poème en prose de Etel Adnan, poétesse francophone libano-américaine et 4 dessins de R. Koraïchi, éd. Al Manar, 2004
- Les Sept Dormants (hommage aux 7 moines de Tibhirine) avec des textes de John Berger, Michel Butor, Hélène Cixous, Sylvie Germain, Nancy Huston, Alberto Manguel et Leïla Sebbaret une suite de gravures de R. Koraïchi, éd. Actes sud, 2004, 483 p.,  (ISBN 9782742753321)
- Eclats de mémoire. Beyrouth, fragments d'enfance, textes brefs de Georgia Makhlouf, écrivain libanais. 21 dessins de Koraïchi, éd. Al Manar, 2005
- Le Rêve de la huppe, poème de Anne Rothschild. Un écrivain juif, un peintre arabe : une démarche commune pour la paix entre Israël et la Palestine, 21 dessins de Koraïchi, éd. Al Manar, 2005
- Le livre de la frontière, Jaume Pont. Anthologie de poésie arabo-andalouse, 21 dessins de Koraïchi ; éd. Al Manar, 2006
- Cœur à cœur, 49 haïkus de Bernard Perroy, frère consacré dans la communauté catholique des Béatitudes, accompagnés de 49 encres de Rachid Koraïchi, éd. Al Manar, 2006
- Cinq fragments du désert, texte de Rachid Boudjedra, Actes Sud (Arles, France) / Éditions Barzakh (Alger, Algérie), 2007
- Les ancêtres liés aux étoiles, photographies de Ferrante Ferranti / textes de Farouk Mardam-Bey et Mohamed Kacimi, Actes Sud (Arles, France), 2008
- Tout commence la nuit, poème d'Anne Rothschild qui proteste contre l'invasion du Liban par Israël en 2006. 21 dessins de Koraïchi, éd. Al Manar, 2008
- La couronne de vent, récit de Martine Le Coz sur un épisode décisif de la vie de l'émir Abdelkader, rehaussé de dessins de Koraïchit, éd. Al Manar, 2009
- Histoires classiques, trois nouvelles d'Alberto Manguel, traduites de l'anglais par Christine Le Bœuf et de l'espagnol par Albert Bensoussan, rehaussés de 3 dessins de Koraïchi, éd. Al Manar, 2010
- Chevaucher la nuit, nouvelle de Manuelle Roche, dessins de R. Koraïchi, éd. Al Manar, 2010
- Une nation en exil : Hymnes gravés suivi de La Qasida de Beyrouth, avec Mahmoud Darwich, Actes Sud (Arles, France) / éd. Barzakh (Alger, Algérie), 2010
- Une gorgée d'azur, textes de Bernard Perroy, Al Manar, 2011
- L'eau est trop loin pour le feu qui est trop près, texte de Rachid Koraïchi, éditions méridianes, 2013 Accompagné de 35 gravures de Rachid Koraïchi.

## Reconnaissance
Rachid Koraïchi s'est vu décerner à Londres le Jameel Prize 2011 et le Prix Institut de France de la Fondation Prince Louis de Polignac à Paris en 2013.[réf. souhaitée]